# Schleifweg (Nürnberg)
Der Schleifweg ist eine Straßenbezeichnung sowie der Name des statistischen Bezirks 80 in der Nordöstlichen Außenstadt von Nürnberg.

## Geographie
Der Statistische Bezirk Schleifweg liegt nördlich der Altstadt zwischen Ringbahn, Äußere Bayreuther Straße, Hintermayrstraße, Nordring und Rollnerstraße. Der größte Teil gehört zu den Gemarkung 3428 Großreuth hinter der Veste, der Teil südöstlich des Nordrings zur Gemarkung 3464 Schoppershof.